# Pantaleone Rapino
Pantaleone Rapino (Ortona, 29 marzo 1889 – Porte di Salton, 15 giugno 1918) è stato un militare italiano, decorato di medaglia d'oro al valor militare alla memoria nel corso della prima guerra mondiale.

## Biografia
Nacque ad Ortona a Mare il 29 marzo 1889, figlio di Francesco Paolo e di Maria Arcangela Di Stefano. Effettuò gli studi per la licenza media presso una scuola tecnica privata nella sua città natale e poi conseguì la licenza tecnica a Città Sant'Angelo nel 1907. Alla fine del dicembre dello stesso anno si arruolò volontario nel Regio Esercito come allievo sergente nel 36º Reggimento fanteria e, nel novembre 1911, fu ammesso a frequentare la Regia Accademia Militare di Fanteria e Cavalleria di Modena col grado di sergente maggiore. Uscito nel febbraio 1913 con il grado di sottotenente dell'arma di fanteria assegnato al 49º Reggimento fanteria, l’anno successivo, in forza al 50º Reggimento fanteria, partì volontario per la Libia. Nel 1914 si distinse nella battaglia di Sahel, dove si guadagnò un encomio solenne; nel luglio 1915 fu promosso tenente e, nel novembre successivo, capitano. Rientrato in patria, partecipò alla guerra contro l'Impero austro-ungarico sul fronte nazionale e nel febbraio 1916 raggiunse il 49º Reggimento fanteria in zona di operazioni, nel Cadore. Il 10 aprile, in Val Cordevole, rimase ferito all’addome durante un servizio di ricognizione e fu costretto a lasciare il fronte per essere ricoverato in ospedale. Riprese servizio alla fine del mese di luglio e fu inviato in Albania, in servizio presso il 203º Reggimento fanteria, assolvendo incarichi di carattere tecnico. Dopo l'esito negativo della battaglia di Caporetto e la ritirata dell'esercito sulla linea del Piave, chiese, ed ottenne dopo pressanti richieste, di essere trasferito, ai primi di marzo del 1918, al 119º Reggimento fanteria posizionato sul Monte Grappa. Alla vigilia dell'inizio della battaglia del solstizio assunse il comando del I Battaglione del 119º Reggimento fanteria della Brigata Emilia, destinato a presidiare l'importante posizione di quota 1292 alle Porte di Salton. Dopo l'inizio dell'offensiva, con il suo battaglione oppose strenua resistenza ai ripetuti e violenti attacchi lanciati dagli austro-ungarici. Rimasto ferito gravemente, non volle lasciare il campo di battaglia, continuando a combattere. Esausto per la ferita, circondato con i pochi superstiti del suo battaglione dalle truppe nemiche, oppose uno sdegnoso rifiuto all'offerta di resa degli avversari e rimase ucciso dal pugnale di uno degli arditi nemici.
Con motu proprio del sovrano Vittorio Emanuele III, il 30 agosto 1918 fu insignito della medaglia d'oro al valor militare alle memoria. La salma riposa nel Tempio ossario di Bassano del Grappa.

### Fonti
1. 1 2 3 4 5 6 7 8  Combattenti Liberazione.
2. ↑  Carolei, Greganti, Modica 1968, p. 160.
3. 1 2 3 4  Coltrinari, Ramaccia 2018, p. 77.
4. ↑  Medaglie d'oro al valor militare sul sito della Presidenza della Repubblica